# Gărmen
Gărmen (bulgariska: Гърмен) är en ort i Bulgarien.   Den ligger i kommunen Gărmen och regionen Blagoevgrad, i den sydvästra delen av landet, 130 km söder om huvudstaden Sofia. Grmen ligger 589 meter över havet och antalet invånare är 1 838.